# Distrito electoral de Golconda n.º 2
Golconda No. 2 (en inglés: Golconda No. 2 Precinct) es un distrito electoral ubicado en el condado de Pope en el estado estadounidense de Illinois. En el Censo de 2010 tenía una población de 952 habitantes y una densidad poblacional de 4,17 personas por km².

## Geografía
Según la Oficina del Censo de los Estados Unidos, tiene una superficie total de 228.09 km², de la cual 226.45 km² corresponden a tierra firme y (0.72%) 1.64 km² es agua.

## Demografía
Según el censo de 2010, había 952 personas residiendo. La densidad de población era de 4,17 hab./km². De los 952 habitantes, estaba compuesto por el 84.56% blancos, el 12.92% eran afroamericanos, el 0.95% eran amerindios, el 0.32% eran asiáticos, el 0.11% eran isleños del Pacífico, el 0.42% eran de otras razas y el 0.74% pertenecían a dos o más razas. Del total de la población el 2.1% eran hispanos o latinos de cualquier raza.